# Forte Marechal Luz
O Forte Marechal Luz localiza-se na ponta de João Dias (morro do Alemão), na barra Norte de acesso a São Francisco do Sul, no litoral Norte do estado de Santa Catarina, no Brasil.
Seu nome é uma homenagem ao Marechal Francisco Carlos da Luz (1830-1906), militar da época imperial e início da República.

## História
A sua história tem origem no início do século XVIII, quando os portugueses instalaram na ilha em posição dominante no topo do chamado morro do forte, a primeira bateria de artilharia para defender a entrada da baía da Babitonga de invasores estrangeiros: a Bateria de São Francisco do Sul.
A atual fortificação foi erguida, a partir de 1909, sobre o local da primitiva bateria, com a mesma função de defesa do ancoradouro. As suas obras foram desenvolvidas sob a direção do tenente Alberto Eduardo Becker e foi artilhada com dois canhões Armstrong QF 4.7 inch Gun de 120mm e dois Armstrong BL 6 inch Gun de 152mm, datados de 1893 nas cunhas, sobre reparos navais. Estas peças eram oriundas do Cruzador Benjamin Constant, da Marinha do Brasil.
No contexto da Primeira Guerra Mundial, em novembro de 1915 aí foi implantada a 5ª Bateria Independente de Artilharia de Costa, tendo como seu primeiro comandante o tenente Vítor Francisco Lapagesse. O forte foi inaugurado em 21 de dezembro de 1915, e desativado por Decreto de agosto de 1954, quando estava guarnecido pela 6ª BACM (BARRETTO, 1958:279-283).
BARRETTO refere ainda que, em 1958 encontrava-se artilhado pelos dois Armstrong 120 mm C/40, os dois Armstrong 152 mm C/41 anteriormente referidos, e oito canhões Vickers 152 mm, e guarnecido pela 1ª Bateria do 5º GACosM (op. cit., p. 279).
Atualmente esta bateria é palco da cerimônia de troca da Bandeira nacional, todos os Sábados às 08:00 h, efetuada pela guarnição de serviço em uniformes de época, quando é feito o disparo de uma salva de canhão. A visita às instalações do forte para este evento deve ser marcada com antecedência, com o Departamento de Comunicação Social da unidade.

## Características
Esta Bateria de Artilharia de Costa, artilhada com quatro canhões, apresenta planta semelhante à do Forte Marechal Hermes, em Macaé, no litoral do Rio de Janeiro, que lhe é contemporânea.

## Situação atual e visitação
Após a desativação final em 1976, as instalações destinadas aos alojamentos de soldados e oficiais foram convertidas em uma colônia de férias para as forças armadas. Atualmente (2014) os alojamentos e salão de eventos também podem ser alugadas pela população em geral, sendo que o Forte se converteu em importante atrativo turístico da Ilha de São Francisco do Sul, especialmente durante a temporada de verão.
A visitação à antiga fortificação no alto do morro é aberta ao público durante o ano todo, sete dias por semana, mas somente durante o dia. É cobrada apenas uma pequena taxa de entrada. O acesso ao alto do morro é feito por uma estrada em boas condições, com bom tempo pode ser transitada por veículos de passeio.
Há além dos antigos canhões um pequeno museu militar no alto do morro. Este museu conta com inúmeras peças e fotos ligadas à história do lugar.